# Affaire du lycéen harcelé à Poissy
 (septembre 2023).
Le texte peut changer fréquemment, n’est peut-être pas à jour et peut manquer de recul. 
Le titre et la description de l'acte concerné reposent sur la qualification juridique retenue lors de la rédaction de l'article et peuvent évoluer en même temps que celle-ci.
L'affaire du lycéen harcelé à Poissy est une affaire judiciaire française qui a pour origine le suicide par pendaison d'un lycéen de 15 ans, dans la soirée du 5 septembre 2023 à son domicile, dans les Yvelines, à la suite d'un harcèlement scolaire dénoncé à partir de l'automne 2022. L'affaire se caractérise par une première tentative de suicide en janvier 2023, dont les parents ont été informés en mars, les amenant à multiplier les démarches auprès de plusieurs administrations puis à annoncer plusieurs fois par écrit qu'ils se réservent le droit de porter plainte. L'affaire déclenche une polémique nationale et une réflexion sur le rôle des rectorats dans ce type d'affaire en raison d'un courrier envoyé par le rectorat de l'Académie de Versailles aux parents de la victime, jugé comminatoire et qui a été très fortement critiqué par de nombreuses personnalités politiques, jusqu'au ministre de l'éducation nationale Gabriel Attal et à la Première ministre Élisabeth Borne.

## Faits

### Premier trimestre de l'année 2022-2023
En décembre 2022, le harcèlement d'un adolescent issu d'une famille des DOM-TOM, scolarisé en 3e prépa-métiers au lycée professionnel des métiers Adrienne-Bolland à Poissy est signalé par écrit. Il avait « fait état de brimades et d’injures répétées de la part de plusieurs élèves nommément désignés ». Les faits ont commencé le 30 septembre 2022, deux harceleurs s'en prenant à son physique, depuis deux ans selon son père, avec des insultes qui touchent toute la famille ou presque.

### Tentatives du professeur principal
Dans un premier temps, c'est le professeur principal de la classe de l'élève qui tente de trouver une solution durable, en acceptant de voir plusieurs fois le père de la victime mais sans y parvenir, le harcèlement reprenant ensuite[Pas dans la source].

### Première tentative de suicide
Les parents découvrant par le psychologue qu'a vu leurs fils qu'il a effectué une tentative de suicide au début de l'année 2023, ils décident d'agir plus fermement et sont reçus le 10 mars 2023 par la direction du lycée, qui auditionne aussi « quelques jours plus tard » les deux jeunes accusés de harcèlement, dont les parents ont été contactés.

### Multiples démarches des parents
Le 22 mars 2023, la famille de la victime avise le service de harcèlement scolaire du ministère de l'Éducation nationale,. Le collège conseille au jeune homme d'échanger avec les policiers municipaux, ce qu'il fait, et il est convenu qu'il aille avec son père déposer une main courante,. C'est ce qu'il fait le 12 avril 2023, au commissariat de Conflans-Sainte-Honorine, avec un policier ultramarin, comme le père de la victime. Entre-temps, au cours du premier semestre 2023 et jusqu'à la fin de l'année scolaire, il a été reçu cinq fois par un conseiller principal d'éducation de son collège, afin de trouver une solution. Le 14 avril 2023, surlendemain de sa main courante, une assistante sociale avise le proviseur du collège qu'il se plaint toujours de la situation, « ressentie comme harcelante » et le 18 avril 2023 un courrier des parents au proviseur signale que rien n'est encore réglé.

### Réponse du proviseur
Le proviseur répond par une lettre recommandée en date du 20 avril 2023, où il promet qu'un « accompagnement » doit être mis en place sous quinzaine.
Dans ce courrier, il rappelle que des entretiens ont eu lieu avec les élèves concernés et que la victime a été consultée à de nombreuses reprises sur la situation, en précisant qu'aucun "fait de classe significatif" en lien avec elle, "n'a été remonté par l'équipe pédagogique depuis le 10 mars", date du dernier entretien avec les parents.
Dès le 28 avril 2023, un nouveau courrier des parents au proviseur lui répond car ils sont exaspérés par son « agressivité » et son manque d'implication. «Il est incompréhensible que vous puissiez laisser un adolescent subir une telle violence verbale et psychologique dans votre établissement sans réagir d’une quelque manière, aussi allons-nous déposer plainte et vous considérer comme responsable si une catastrophe devait arriver à notre fils», mettent-ils ainsi en garde.

### Courrier contesté du rectorat de Versailles
Le 4 mai 2023, c'est le rectorat de Versailles qui répond à ce courrier des parents du 28 avril 2023, par une lettre qui minimise le problème, parle d'un « supposé harcèlement » et menace d'accuser les parents de dénonciations calomnieuses envers la direction du lycée, en listant les peines de prison et amendes encourues. La lettre juge « inacceptables » des propos des parents qui auraient « remis en cause » l'attitude des personnels de l'établissement. (En septembre 2023, un autre "courrier type" similaire envoyé dans le cadre d'une autre plainte d'un parent d'élève, est révélé dans les médias).
Lorsque la mère de la victime lit cette lettre, son fils se trouve juste derrière et elle entre «dans une colère noire », s'inquiétant de « passer désormais pour des coupables ». Selon la mère, « à partir de ce moment-là » son fils n’a plus été le même.

### Changement d'établissement et suicide
Le lycéen a changé d’établissement, effectuant sa rentrée dans un lycée professionnel du XIVe arrondissement de Paris et le 5 septembre 2023, en début de soirée, il met fin à ses jours à son domicile. Les tentatives de réanimation des secours arrivés en urgence échouent à le faire revenir à la vie.
Dix jours après le suicide et après les funérailles de la victime, le courrier reçu par les parents le 4 mai 2023 est rendu public par BFM TV. Son contenu déclenche un « tollé ».

## Réactions

### Ami de la victime
Au lycée de Poissy, juste après le décès de l'adolescent un mot sur le portail dit « pendant des années, tu étais mon meilleur ami. Tu étais comme un frère pour moi. Tu vas nous manquer », posé par un adolescent de 15 ans, qui a échangé plusieurs textos pendant l’été avec son ami depuis le primaire, le dernier étant envoyé, sans réponse, la veille du décès. Il n’avait plus eu de nouvelle de Nicolas depuis le 12 août, avant que ce dernier ne tente de l'appeler le 4 septembre, veille du drame. Il a ensuite tenté cinq fois de retourner son appel, mais sans pouvoir lui parler, juste avant sa mort, qu'il a appris par la télévision.

### Parents
« Nous ne savons toujours pas si une sanction, même symbolique, a été émise à l'encontre des harceleurs », déplorent les parents le 18 septembre 2023. Selon Le Parisien, un des deux n'était plus scolarisé au lycée de Poissy à la rentrée 2023. Ils précisent qu'ils porteront plainte en justice si l'enquête annoncée douze jours plus tôt confirme que c'est approprié.

### Gouvernement
Entre-temps, un décret ministériel a été publié à la mi-août instituant qu'un élève responsable de harcèlement scolaire pourra désormais être transféré dans une autre école, évitant d’imposer ce changement à celui qui en est victime. Ce décret étend « le champ de la procédure disciplinaire aux cas dans lesquels des élèves commettent des actes de harcèlement à l’encontre d’élèves situés dans un autre établissement ».
Le ministre de l'Éducation nationale et de la Jeunesse Gabriel Attal et la Première ministre Élisabeth Borne réagissent en faisant part de leur « honte » concernant le courrier envoyé aux parents de la victime le 4 mai 2023 par le rectorat de Versailles,,. Devant les recteurs réunis exceptionnellement, le ministre annonce qu'un « audit sur la gestion des cas de harcèlement de septembre 2022 à septembre 2023 sera lancé dans chaque académie ». En octobre 2024, la secrétaire générale du gouvernement annonce à Charline Avenel, la rectrice de Versailles en poste au moment des faits, qu’elle n’aura pas de “sanction disciplinaire".

### Opposition
Dans l'opposition, le numéro un du Rassemblement national Jordan Bardella dénonce « la délétère politique du 'pas de vague' » en matière de harcèlement scolaire, tandis que Manuel Bompard, coordinateur de La France insoumise, estime, au journal télévisé de la télévision publique, que « la responsabilité c'est aussi celle du président de la République et du gouvernement, qui modifient les règles et qui positionnent à la tête du rectorat des personnes qui ne sont pas formées pour ça », en pointant Charline Avenel, rectrice de Versailles et camarade de promotion à l'ENA d'Emmanuel Macron.